# Coendou bicolor
Coendou bicolor (кенду двоколірно-голковий) — вид гризунів родини голкошерстові (Erethizontidae).

## Етимологія
«Coendou» це слово корінних жителів Амазонії для позначення голкошерстів, «bi» з латинської «два» і «color» — «колір», тобто двоколірний, посилаючись на подвійне фарбування колючок, основна половина яких біла, біля кінчиків — чорна.

## Поширення
Цей вид зустрічається в північно-західній Болівії, Перу, західному Еквадорі, північно- та південнозахідній Колумбії. В Болівії знайдений від низин до висот 2500 м. В проживанні обмежується лісистими областями.

## Морфологія
Довжина голови й тіла: 400—543 мм, вага: 3—5 кг. Ніс і губи помітні, бульбоподібні, очі маленькі, чорні. Вуха маленькі, непомітні, приховані серед хутра й колючок.

## Поведінка
Веде нічний, деревний, самітницький образ життя, але дорослі пари можуть жити разом в дуплах дерев. Рухається повільно, але швидко карабкається на дерево. Харчується листям, плодами, насінням та корою. Рухається повільно і може протягом тривалого часу залишатись нерухомим. Чіпкий хвіст і пристосовані ноги дозволяють йому легко рухатись між гіллям. Надає перевагу оселятися в порожнинах дерев повище від землі.